# Juraj Piroska
Juraj Piroska (ur. 27 lutego 1987 w Bratysławie) – słowacki piłkarz występujący na pozycji napastnika. Od 2017 gra w FC Petržalka 1898. Jest wychowankiem Slovanu Bratysława, w wieku 17 lat otrzymał propozycję z SC Freiburg, gdzie występował przez rok w drużynach młodzieżowych. Grał też między innymi w FK AS Trenčín i Sparcie Praga.